# Moone
 For alternative betydninger, se Måne (flertydig). (Se også artikler, som begynder med Måne)
Moone er at vise bagdel.
Måne er en fordanskning af det engelske moone.
Ofte mooner man for at vise sin afsky eller for at signalere at man "skider på" dem man mooner. Dette kan – alt efter situationen – tolkes som en joke eller som en særdeles grov nedgørelse.
| Sprog | Spire Denne artikel om sprog er en spire som bør udbygges. Du er velkommen til at hjælpe Wikipedia ved at udvide den. |